# What Lies Beneath
What Lies Beneath ist das dritte Album von Tarja Turunen und am 3. September 2010 erschienen. Da Turunens erstes Solo-Album Henkäys Ikuisuudesta noch während ihrer Zeit als Sängerin bei Nightwish entstand, wird What Lies Beneath in der Presse häufig als zweites Album der Sängerin bezeichnet.
Im Gegensatz zum Vorgänger My Winter Storm produzierte Turunen das Album selbst und war an der Komposition aller auf der CD enthaltenen Lieder beteiligt.
Zwei der Lieder des Albums wurden bereits vor dem Veröffentlichungsdatum auf der Webseite zum Album als Video veröffentlicht. Außerdem finden sich seit dem 11. August 2010 auf dieser Website Ausschnitte von allen Titeln des Albums.

## Entstehung
Die ersten Arbeiten an What Lies Beneath begannen im Februar 2008 auf Antigua, während einer Pause zwischen zwei Teilen der My-Winter-Storm-Tour. Turunen arbeitete hier mit zwei Freunden, Torsten Stenzel und Angela Heldmann, zusammen, die auch schon am Songwriting für das vorige Album beteiligt waren. Am 25. Januar 2009 wurde der Titel des Albums bekanntgegeben, damals noch als vorläufiger Arbeitstitel. Am 22. Juni desselben Jahres präsentierte Turunen dann auf einem Konzert in Bukarest erstmals ein für das neue Album gedachtes Lied. Die nur zum Piano gesungene Ballade If You Believe wurde später allerdings nicht ins Album aufgenommen, sondern ist nur auf den Singles Until My Last Breath und I Feel Immortal zu hören. Am 16. Januar 2010 wurde aus dem Blog des vorigen Albums auf das Blog zum neuen Album aufmerksam gemacht.
Das Album wurde von Februar bis Juli 2010 aufgenommen und Anfang September 2010 (3. September in Deutschland, Österreich und der Schweiz) veröffentlicht. Die US-Version kam bereits am 31. August 2010 mit etwas anderem Cover, einer anderen Reihenfolge der Trackliste, nur einem Bonustrack und ohne die Bonustracks der Deluxe-Edition heraus.
Das Album ist als einfache CD-Ausgabe, sowie als „Deluxe“-Ausgabe mit einer zusätzlichen CD, die drei Bonustitel und ein 13-minütiges Making-of enthält, erhältlich.

## Cover
Das Artwork wurde von Dirk Rudolph gestaltet. Das Cover zeigt das Gesicht der Sängerin, teils in hellem Licht, teils von Gitterstäben oder ähnlichem überschattet. Das USA-Cover zeigt das Gesicht in einer sehr ähnlichen Pose, nur ohne die Schatten der Gitterstäbe. Auf beiden Varianten des Covers, wie auch auf dem Cover der Deluxe – Version, sind auf Turunens Gesicht künstliche Narben und Hautfetzen zu erkennen. Diese liegen jeweils am Rand des Gesichts und teilweise im Schatten. Dies soll, Turunen zufolge, das Konzept des Albums verdeutlichen, das besagt, dass sich beim wiederholten Betrachten einer Person, eines Gegenstands usw. immer wieder neue Aspekte des Beobachteten auftun.

## Promotion
Auf der offiziellen Website zum Album wurde die Instrumentalversion des Lieds If You Believe veröffentlicht, das am 27. August 2010 als Bonustitel auf der Limited Edition der Single I Feel Immortal erschien. Diese Instrumentalversion wurde auch als Intro einiger Konzerte verwendet, unter anderem bei Turunens Auftritt beim Wacken Open Air 2010.

Vor dem Erscheinungstermin des Albums erschienen bereits die Singles Falling Awake, I Feel Immortal und Until My Last Breath. Zu Falling Awake erschien ein Video, das Turunen und weitere auf dem Album vertretene Musiker bei den Aufnahmen zum Album zeigt. In Island wurden zwei Videos zu den Singles I Feel Immortal und Until My Last Breath gedreht. Bei beiden führte Joern Heitmann Regie. Ein weiteres Musikvideo zu Until My Last Breath wurde später veröffentlicht. Es zeigt Turunens fiktiven Tod und dessen ebenso fiktive mediale Rezeption. Hierfür wurde einer der bekanntesten finnischen Nachrichtensprecher, Arvi Lind, engagiert.

## Inhalt

### Titelliste

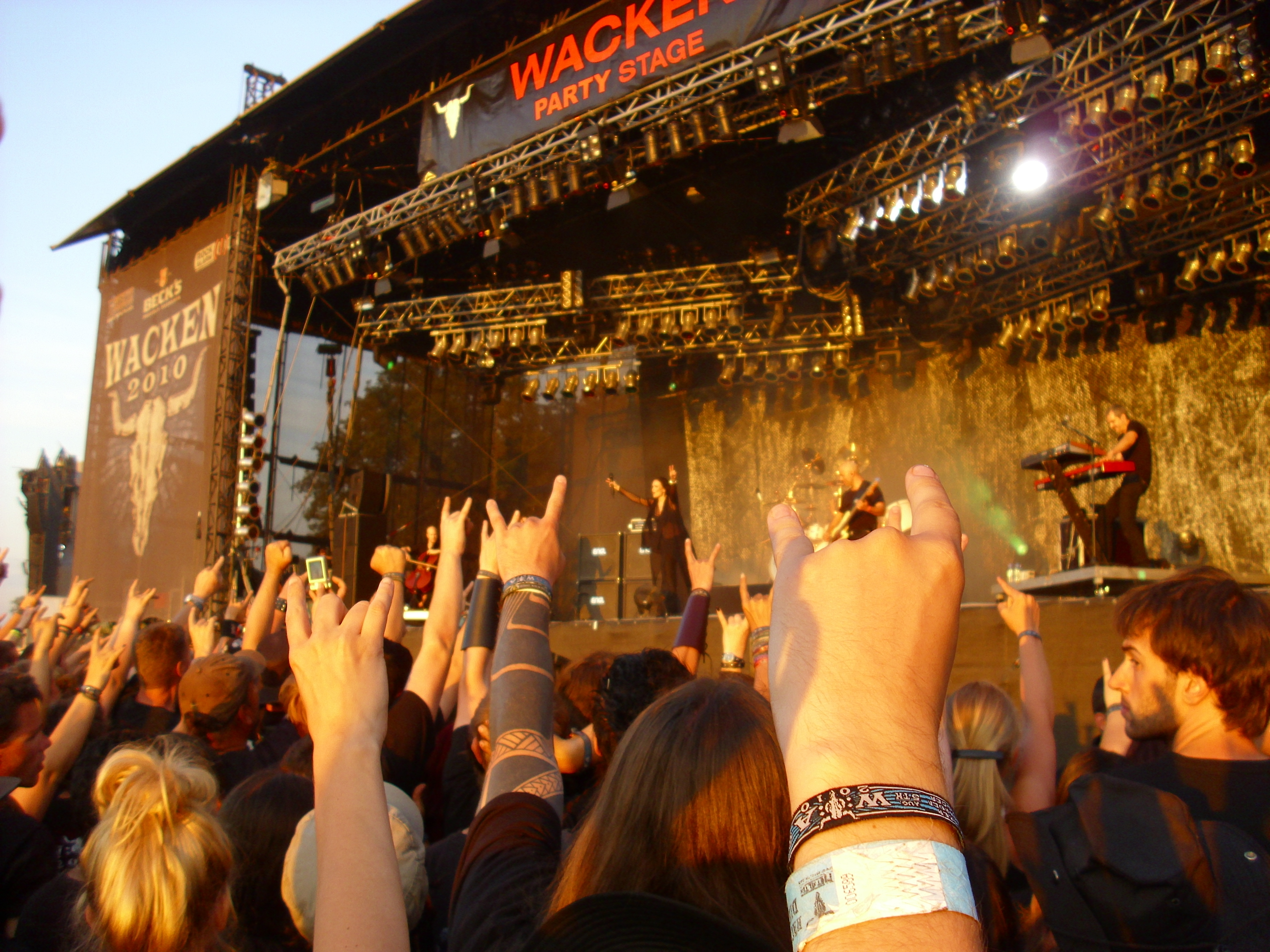
Wacken Open Air, Höhepunkt der Warming Up Beneath Tour

Die Standard-Version enthält die folgenden Titel:
1. Anteroom of Death − 04:45
2. Until My Last Breath − 04:27
3. I Feel Immortal − 04:35
4. In for a Kill − 04:42
5. Underneath − 05:28
6. Little Lies − 04:41
7. Rivers of Lust − 04:26
8. Dark Star − 04:33
9. Falling Awake − 05:17
10. The Archive of Lost Dreams − 04:53
11. Crimson Deep − 07:35

Die „Limited Deluxe Edition“ enthält darüber hinaus auf einer zweiten CD folgende Titel:
1. We Are − 04:16
2. Naiad − 07:19
3. Still of the Night − 06:33 (Cover-Version des gleichnamigen Titels von Whitesnake aus dem Jahr 1987)
4. Video: Tarja Speaks About „What Lies Beneath“

Die US-Version enthält statt I Feel Immortal den Bonustitel
1. Montañas de silencio – 4:25

## Gastmusiker
Im Vergleich zum vorigen Album wurden deutlich mehr Gastmusiker herangezogen, und vor allem männlicher Gesang (Hintergrund oder parallel) ist mehrmals vertreten.
- Phil Labonte (Sänger der Band All That Remains) – Gesang (auf Dark Star)
- Toni Turunen – Gesang (auf Still of the Night)
- Timo Turunen – Gesang (auf Still of the Night)
- Van Canto (A-cappella-Gruppe) – Gesang (auf Anteroom of Death)
- Joe Satriani – Gitarre (auf Falling Awake)
- Marzi Nyman – Gitarre (auf The Archive of Lost Dreams)
- Julián Barrett – Gitarre (auf I Feel Immortal und Falling Awake)
- Bart Hendrickson – Gitarre, Bass und Keyboard (auf Crimson Deep)
- Will Calhoun (Schlagzeuger der Band Living Colour) – Schlagzeug (auf Crimson Deep)
- Jyrki Lasonpalo, Pauline Fleming – Violine (auf Anteroom of Death)
- Rémi Moingeon – Bratsche (auf Anteroom of Death)
- Das Slowakische Nationale Symphonieorchester mit Chor

## Rezeption
Die Rezeption des Albums wird von verschiedenen Tendenzen bestimmt.
So wird What Lies Beneath als deutlich härter und „rockiger“ als sein Vorgänger My Winter Storm beschrieben und ruft laut manchen Kritikern Assoziationen mit der Musik Nightwishs hervor.
Turunens Gesang selbst wird ganz überwiegend positiv aufgenommen und auch die Beiträge der Gastmusiker überzeugen die meisten Kritiker. Besonders gelobt werden die Lieder Anteroom of Death, In for a Kill und Crimson Deep. Die Anzahl der Balladen wird hingegen bisweilen als zu hoch und daher störend empfunden und kritisiert.
Bisweilen wird von Kritikern angemerkt, dass Turunen zwar ein erfreuliches Album geschaffen, das volle Potential ihrer Musik aber noch nicht ausgeschöpft habe:

“The problem with Tarja’s voice is that it’s so forceful, it’s rather difficult to find the right music to support it without being drowned out or made to sound generic against such a force. What Lies Beneath succeeds in this more often than not, but that issue is still problematic to Tarja making a classic […] record”

„Das Problem mit Tarjas Stimme ist, dass sie so kraftvoll ist, dass es eher schwierig ist die richtige musikalische Begleitung zu finden, ohne dass diese übertönt wird oder neben dieser Stimmgewalt gewöhnlich klingt. Auf What Lies Beneath gelingt dies überwiegend, aber dieses Thema ist für Tarja noch problematisch, um einen Klassiker zu schaffen.“

## Charterfolge
| Land        | Höchstplatzierung | Eintrittsdatum     | Wochen in den Charts | Quelle |
| ----------- | ----------------- | ------------------ | -------------------- | ------ |
| Deutschland | 4                 | 17. September 2010 | 9                    | [ 25 ] |
| Österreich  | 12                | 17. September 2010 | 6                    | [ 26 ] |
| Schweiz     | 11                | 19. September 2010 | 4                    | [ 27 ] |
| Finnland    | 7                 | 11. September 2010 | 7                    | [ 28 ] |